# Wolfgang Kaven
Wolfgang Kaven (* 28. April 1940 in Hamburg) ist ein deutscher Schauspieler, Hörspiel- und Synchronsprecher.

## Leben und Werk
Kaven absolvierte ein Volontariat bei der Deutschen Presse-Agentur, bevor er sich an der Hochschule für Musik und Darstellende Kunst in Frankfurt am Main zum Schauspieler ausbilden ließ. Stationen seiner Bühnenlaufbahn waren u. a. Bonn, Coburg, Dortmund, Gießen, Lübeck und Luzern, bevor er 1973 in seine Geburtsstadt zurückkehrte und als Edward IV. in Shakespeares Richard III. unter der Regie von Hans Hollmann sein Bühnendebüt am Thalia Theater in Hamburg gab. In der Rolle des Wilhelm Davison war Kaven in der Thalia-Inszenierung Boy Goberts mit dem Stück Maria Stuart von Friedrich Schiller von Mai bis Juni 1976 auf einer fünfwöchigen Gastspielreise durch die damalige Sowjetunion und Polen mit Auftritten in Leningrad, Riga, Wilna, Moskau und Warschau. Im selben Jahr wechselte er ans benachbarte Schauspielhaus. Die dortige Zusammenarbeit mit dem Regisseur Giorgio Strehler bezeichnet Kaven rückblickend als „prägend“.
In der Folge Die Täterin ist geständig aus der ARD-Vorabendserie Hamburg Transit sah man Kaven 1973 zum ersten Mal vor der Kamera. Es folgte eine große Anzahl von Rollen in Serien und Fernsehfilmen, wie z. B. in verschiedenen Episoden der Reihen Tatort, Die Männer vom K3 oder Mit Leib und Seele. In der Serie Der Dicke spielte Kaven in mehreren Folgen die Rolle des Richters Dr. Ruiss, ferner war er einer der Hauptcharaktere in der 13-teiligen Serie Der blinde Richter. Weitere Aufgaben erhielt Kaven in der Literaturverfilmung Kudenow oder An fremden Wassern weinen nach dem gleichnamigen Roman von Arno Surminski, in Michael Kramer oder in Die Nacht der großen Flut.
Darüber hinaus ist Kaven als Hörspielsprecher tätig. In verschiedenen Folgen von Bob der Baumeister sprach er die Figur des Herrn Bauer, in dem Klassiker Die drei ??? ist er in mehreren unterschiedlichen Rollen zu hören. Hörspielfreunde kennen Kaven außerdem als Erzähler in mehr als hundert Folgen der Serie Ein Fall für TKKG von 1998 bis 2023. Insgesamt sind im Portal Hörspielland.de Einsätze in mehr als 130 Hörspielen nachgewiesen. Hörbücher unter seiner Mitwirkung sind z. B. Englisch – keine Hexerei oder Englisch mit Hexe Huckla.
Die Stimme Kavens ist außerdem bekannt aus vielen Dokumentationen in kulturellen, satirischen und gesellschaftspolitischen Bereichen in Fernsehen und Hörfunk, beispielsweise in dem seit 1951 vom NDR gesendeten Reisemagazin Zwischen Hamburg und Haiti. Er war außerdem längere Zeit als Off-Sprecher in verschiedenen Formaten von Spiegel TV zu hören. Kaven arbeitet des Weiteren auch als Synchronsprecher. In der 1939 entstandenen Verfilmung von Der Hund von Baskerville lieh er seinem Kollegen John Carradine in einer Synchronfassung von 1992 die Stimme, ferner synchronisierte Kaven mehrere Charaktere in der Serie Miami Vice.
Als Rezitator bot er 2001 im Künstlerhof Schreyahn in Wustrow an zehn aufeinanderfolgenden Sonntagen die vollständige Lesung des Romans Die Fälschung von Nicolas Born. In der Kirche von Prezelle las er am 23. Dezember 2002 die Erzählung Pilatus von Friedrich Dürrenmatt. Kavens Repertoire umfasst weiter Werke von Schriftstellern wie Robert Walser, Cees Nooteboom oder Bohumil Hrabal.
Im November 2023 gab Kaven bekannt, dass er als Erzähler für TKKG nicht mehr zur Verfügung stehen wird. Seine Nachfolge übernimmt Nic Romm.
Kaven lebt in der Gemeinde Gusborn in der Nähe von Dannenberg.

## Filmografie (Auswahl)
| - 1973: Hamburg Transit – Die Täterin ist geständig - 1977: Sonderdezernat K1 – Tod eines Schrankenwärters - 1978: MS Franziska – Talfahrt - 1978: Gesucht wird … – Siegfried Schröder - 1979: Tödlicher Ausgang - 1980: Tatort – Streifschuß - 1981: Kudenow oder An fremden Wassern weinen - 1981: Sonderdezernat K1 – Die Spur am Fluss - 1981: Vor den Vätern sterben die Söhne - 1981: Die Fälschung - 1981: Tatort – Das Lederherz - 1982: Wir - 1984: Jagger und Spaghetti - 1984: Michael Kramer - 1984: Der blinde Richter (13 Folgen) - 1985: Tegtmeier – Vom Himmel hoch - 1985/1986: Auf den Tag genau - 1986: Jokehnen - 1986: Ein Fall für zwei – Fasolds Traum - 1987: Der Landarzt – Junges Gemüse - 1987: Der Schrei der Eule - 1988: Schwarz Rot Gold – Zucker, Zucker - 1989: Ein Heim für Tiere – Wie Hund und Katz’ - 1989–1990: Mit Leib und Seele (7 Folgen) - 1989: Affäre Nachtfrost | - 1990: Ein Fall für zwei – Bumerang - 1991: Peter Strohm – Strohms Partner - 1992: Die Männer vom K3 – Auf Sand gebaut - 1992: Großstadtrevier – Vereinskameraden - 1993: Großstadtrevier – Pferdediebe - 1994: Ihre Exzellenz, die Botschafterin (Pilotfilm) - 1995: Wolffs Revier – Todsicher - 1995: Tatort – Tödliche Freundschaft - 1997: Knockin’ on Heaven’s Door - 1997: Sperling – Sperling und sein Spiel gegen alle - 1998: Kai Rabe gegen die Vatikankiller - 2000: Tatort – Rattenlinie - 2002: Das Duo – Tod am Strand - 2003: Pfarrer Braun – Der siebte Tempel - 2005: Der Dicke (4 Folgen) - 2005: Weltverbesserungsmaßnahmen – Leihbruderprogramm - 2005: Sommer mit Hausfreund - 2005: Tatort – Atemnot - 2005: Die Nacht der großen Flut - 2005: Sperling – Sperling und der Fall Wachutka - 2010: Mein Song für dich - 2011: Ein Fall für zwei – Tödliche Story - 2011: Da kommt Kalle – Fischers Fritz |

## Hörspiele
- 1981–2018: Die drei ??? Folgen 23, 25, 33, 78, 96, 111, 175, 189, 196 (verschiedene Rollen)
- 1998–2023: Folgen 111–229 TKKG (als Erzähler)